# Stathmonyma
Stathmonyma là một chi bướm đêm thuộc họ Geometridae.